# Erik Valnes
Erik Valnes, né le 19 avril 1996, est un fondeur norvégien. Il est spécialiste du sprint, devenant vice-champion du monde en 2021 et deuxième du classement de la spécialité lors de la Coupe du monde 2019-2020.

## Biographie
Membre du club de Bardufoss, Erik Valnes prend part à ses premières compétitions de la FIS en 2016, montant sur le podium à Muonio pour ouvrir la saison 2016-2017.
Il fait ses débuts en Coupe du monde en décembre 2017 à Lillehammer, marquant ses premiers points avec une 27e place en sprint. Il est plus tard dans l'hiver champion du monde des moins de 23 ans du sprint, titre qu'il conserve en 2019. En janvier 2019, après une victoire en sprint à Vuokatti en Coupe de Scandinavie, il figure sur le sprint libre de Dresde, où il profite de l'occasion pour signer son premier podium avec une troisième place. Il gagne le lendemain le sprint par équipes avec Sindre Bjørnestad Skar.
Pour commencer la saison 2019-2020, il dispute sa première course par étapes, le Ruka Triple, dont il prend la douzième place finale, avec en prime son premier résultat en distance. Valnes reste concentré sur les épreuves de sprints, enchaînant les bonnes performances : troisième du sprint libre et gagnant en sprint par équipes à Planica, puis trois podiums sur des sprints avec technique classique à Oberstdorf, Falun et Trondheim. Il se place ainsi deuxième du classement de la spécialité en Coupe du monde, derrière Johannes Høsflot Klæbo.
Lors du Nordic Opening 2020-2021, à Ruka, il remporte le sprint classique et donc sa première victoire dans l'élite mondiale en battant pour la première fois Klæbo après une attaque dans la bosse finale. Quelques semaines plus tard, il remporte son premier titre de champion de Norvège sur le dix kilomètres classique.
Aux Championnats du monde 2021, pour son premier événement majeur, il remporte la médaille d'argent du sprint classique, derrière Klæbo, puis avec ce dernier, il décroche le titre mondial au sprint par équipes en style libre.
Durant l'été 2021, il prend la 2e place du sprint libre de la Toppidrettsveka en rollerski derrière Klæbo.

## Palmarès

### Championnats du monde
| Épreuve / Édition        | Sprint                           | Sprint    | 10 km / 15 km | 10 km / 15 km                    | Skiathlon | 50 km | Relais | Relais    |
| Épreuve / Édition        | libre                            | classique | libre         | classique                        | Skiathlon | 50 km | Sprint | 4 × 10 km |
| Mondiaux 2021 Oberstdorf | Épreuve inexistante à cette date | Argent    | —             | Épreuve inexistante à cette date | —         | —     | Or     | —         |
| Mondiaux 2025 Trondheim  |                                  |           |               | Argent                           |           |       | Or     | Or        |

Légende :
- : première place, médaille d'or
- : deuxième place, médaille d'argent
- : troisième place, médaille de bronze
- : pas d'épreuve
- — : n'a pas participé à l'épreuve

### Coupe du monde
- Meilleur classement général : 12e en 2020.
- 21 podiums individuels : 4 victoires, 7 deuxièmes places et 10 troisièmes places.
- 6 podiums par équipes : 
  - en relais : 2 victoires.
  - en sprint : 4 victoires.

#### Courses par étapes
7 podiums  d’étape dont 2 victoires.
- Tour de Ski :
  - 5 podiums dont 1 victoire.
- Nordic Opening :
  - 1 podium  dont 1 victoire d'étape (sprint classique en 2020).
- Ski Tour :
  - 1 podium  d’étape.

#### Victoires individuelles
| Épreuve / Édition | Sprint | Sprint       | 20 km | 20 km     |
| Épreuve / Édition | libre  | classique    | libre | classique |
| 2023-2024         |        | Ruka Oberhof |       | Oberhof   |
| 2024-2025         |        | Cogne        |       |           |

##### Liste des victoires d'étape
| Date             | Lieu          | Pays     | Compétition    | Discipline |
| ---------------- | ------------- | -------- | -------------- | ---------- |
| 27 novembre 2020 | Ruka          | Finlande | Nordic Opening | SP TC      |
| 6 janvier 2024   | Val di Fiemme | Italie   | Tour de Ski    | 15km MS TC |

Légende :

TC = classique

TL = libre

SP = sprint

MS = départ en masse

H = départ avec handicap

#### Classements en Coupe du monde
| Saison / Épreuve | Général | Général | Distance | Distance | Sprint | Sprint | Nordic Opening depuis 2011 | Tour de ski depuis 2007 | Finales depuis 2008 |
| ---------------- | ------- | ------- | -------- | -------- | ------ | ------ | -------------------------- | ----------------------- | ------------------- |
| Saison / Épreuve | Place   | Points  | Place    | Points   | Place  | Points | Nordic Opening depuis 2011 | Tour de ski depuis 2007 | Finales depuis 2008 |
| 2018             | 119e    | 13      | —        | —        | 66e    | 13     | —                          | —                       | —                   |
| 2019             | 40e     | 177     | —        | —        | 12e    | 177    | —                          | —                       | —                   |
| 2020             | 12e     | 579     | 33e      | 106      | 2e     | 405    | 12e                        | Abandon                 | FIS ski tour : 23e  |
| 2021             | 38e     | 163     | 46e      | 59       | 17e    | 90     | 24e                        | —                       | -                   |

### Championnats du monde des moins de 23 ans
En 2018, il est médaillé d'or en sprint libre à Goms. En 2019, il est médaillé d'or en sprint classique à Lahti.

### Coupe de Scandinavie
- 4 podiums, dont 1 victoire.

### Championnats de Norvège
- Vainqueur du dix kilomètres classique en 2021.